# Gunnar Hámundarson

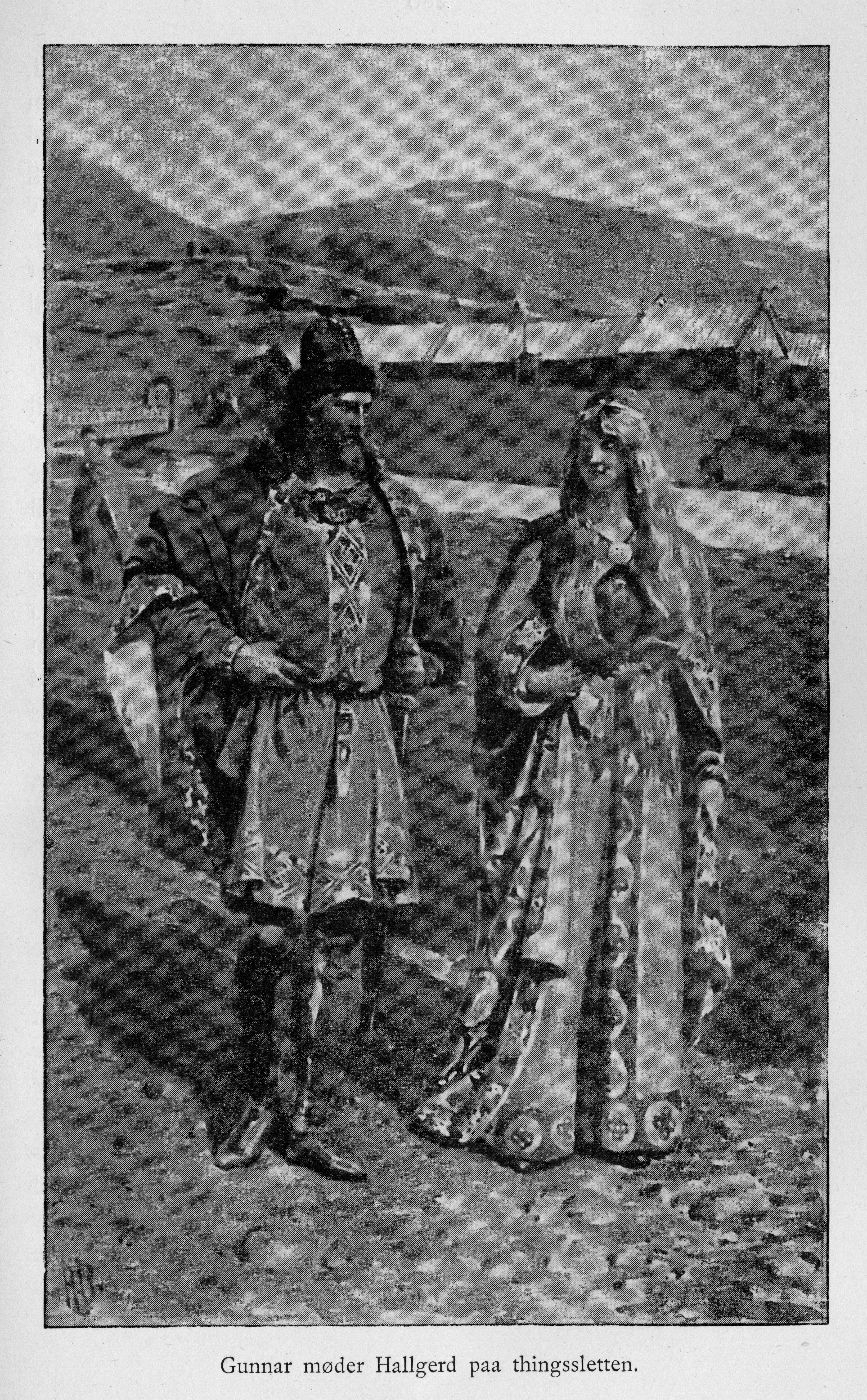
Gunnar möter Hallgerd för första gången.

Gunnar Hámundarson, även kallad Gunnar på Hlidarende och Gunnar på Lidarände, är en av hjältarna i Njáls saga. Han har en gård som heter Hlidarende och är bäste vän med Njál. Gunnar är stark, stilig och skicklig på att slåss.

## Berättelsen om Gunnar
Gunnar gifter sig med Hallgerd Hoskuldsdotter. Hallgerd är stolt, hämndlysten och tjuvaktig och ställer till stora problem för Gunnar, bland annat en fejd mellan Gunnars och Njáls familjer (jämte Bergtora som hon blev osams med). Eftersom Gunnar och Njál är bästa vänner förlikas de hela tiden under fejden genom att betala varandra skadestånd fram och tillbaka istället för att hämnas.
Vid ett annat tillfälle ger Gunnar Hallgerd en örfil för att hon har stulit mat från en gård som heter Kirkjubö, och Hallgerd svär på att hämnas.
Gunnar blir inblandad i olika fejder och till slut blir han dömd till tre års landsförvisning alternativt fredlöshet på tinget. Han tänker åka men när han sitter på hästen på väg att rida från gården tittar han ut över åkrarna och slås av hur vackra de är. Berömda är hans ord "Fager är liden, aldrig har den synts mig så fager som nu" (Fögur er hlíðin...), som han fäller innan han bestämmer sig för att trots allt stanna, fullt medveten om att han då är fredlös.  
Gunnar blir anfallen av sina fiender på Hlidarende, och kämpar tappert. Han dödar två av sina angripare och sårar sexton. Han skulle kanske ha klarat sig om inte hans bågsträng hade gått av. Han ber Hallgerd tvinna en ny sträng av sitt hår, men hon påminner honom om örfilen hon fått och vägrar därför, trots att en ny bågsträng kunnat rädda hans liv. Nu blir han till slut dödad av sina numerärt överlägsna fiender.
»Giv mig av ditt hår två lockar och sno med moder min mig en bågsträng.» 
»Står dig något på spel?» spörjer hon. 
»Mitt liv», svarade han, »ty aldrig skola de komma åt mig, så länge jag kan bruka min båge.»
»Då skall jag minnas örfilen», sade hon. »Ej rör det mig, om du värjer dig längre eller kortare.»
När Gunnar har dött blir han en draug, och hans son Hogne och Njáls son Skarphedin hör honom sjunga en sång i sin gravhög och tolkar den som att han vill att de skall hämnas hans död.

## Släkt
Gunnars far hette Hamund. Mor till Gunnar är Rannveig, vars funktion i sagan förutom att ingå i en stamtavla är att kritisera Hallgerds onda gärningar. Via sin mor är Gunnar släkt med bland andra Mård Valgardsson, som är en skurk som intrigerar mot både Gunnar och mot Njáls söner.
Gunnar och Hallgerd fick två söner: Hogne och Grane. Hallgerd hade en dotter i ett tidigare äktenskap, och hon blev bortgift till Gunnars morbror Traen. Dessa två fick en son som hette Hoskuld och senare dog till följd av Mård Valgardssons intriger.